# モネ・ゲーム
『モネ・ゲーム』（原題: Gambit）は、2012年のアメリカ合衆国・イギリス合作のクライムコメディ映画。1966年の映画『泥棒貴族』のマイケル・ホフマン監督によるリメイクである。脚本はコーエン兄弟が執筆した。
イギリスでは2012年11月21日に公開された。アメリカ合衆国では2012年10月12日公開が予定されていたが、2013年に延期された。

## ストーリー
イギリス人のキュレーター、ハリー・ディーン（演：コリン・ファース）は、長年メディア王ライオネル・シャバンダー（演：アラン・リックマン）のもとで働いていたが、彼の横柄さと人使いの荒さには我慢できないものを感じていた。印象派絵画のコレクターであるシャバンダーは、日本人コレクターのゴウ・タカガワとの競り合いの末にクロード・モネの連作『積み藁』の『積み藁・夜明け』を落札して以来、対になる作品で戦時中ナチスに強奪された『積み藁・夕暮れ』を探し求めていた。これを知っていたハリーは、知人の退役軍人ネルソン少佐が描いた贋作の『積み藁・夕暮れ』を利用して大金を巻き上げることを計画する。作品は強奪後ゲーリングの別荘・カリンハルに飾られていたが、連合軍パットン将軍の第1師団による急襲を受けた後行方知れずになっていた。ハリーは、この時陣頭指揮を取ったプズナウスキー軍曹の孫娘でカウガールのPJ・プズナウスキー（演：キャメロン・ディアス）を仲間に加え、もっともらしいバックストーリーを付け加えてシャバンダーをすっかり信用させ、ハリーの鑑定を裏づけに、シャバンダーが贋作に支払った大金を手に逃亡しようと考えた。しかし「悪知恵は働くものの大胆さには欠ける」ことには衆目の一致するハリーの計画は、当初から挫折の連続となる。
シャバンダーはハリーの思惑通りには行動せず、ハリーはシャバンダーとPJの商談に同席させてもらえない。ハリーはPJのホテル代すら事欠き自宅に泊めていたが、シャバンダーとの面会の席で「PJは高級なサヴォイ・ホテルに泊まるのが当然」と言われ、有り金をはたいて1泊だけ宿泊させることにする。ハリーは宿泊費を浮かせようと廊下に飾ってあった明時代の壷を手に入れようとして四苦八苦する。ところがシャバンダーは、PJとの会食の席で、ハリーを首にし、ドイツ人のマーティン・ザイデンベイバー（演：スタンリー・トゥッチ）を鑑定士に使うという。また、PJのサヴォイ・ホテル宿泊代はシャバンダーが持つことになる。
PJの機転を気に入ったシャバンダーは、日本のメディア経営者との商談にもPJを同伴させるなど、彼女に接近しようと手管を尽くす。シャバンダーはコレクションを置く自らの別荘でゴンドラと仮面舞踏会のパーティを開き、商談相手やPJを招く。ハリーはパーティ中に作品鑑定をするためこの別荘を訪れ、シャバンダーのコレクション・ルームに入り込む。彼の『積み藁・夜明け』を壁から外したところで、盗難防止のセキュリティが作動してハリーはライオンに襲われかけるが、名うてのカウガールのPJが駆けつけてライオンを捕捉する。PJを追って現れたシャバンダーは、新しく雇ったザイデンベイバーに鑑定させると宣言し、ザイデンベイバーは持ち込まれた『積み藁・夕暮れ』をまさしく本物だと鑑定する。しかしハリーは、絵の下に描かれていたエリザベス女王の肖像画を見せつけ、真っ赤な偽物だと暴露する。これを見たシャバンダーは、ザイデンベイバーを首にしてハリーを慰留するが、長年の荒使いに辟易していたハリーは捨て台詞を吐いて屋敷を去る。
シャバンダーからお金をせしめることができず、ハリーとネルソン少佐はエコノミークラスで故郷テキサスに帰るPJを見送る。そこにシャバンダーと商談をしていた日本のメディア経営者たちが現れ、ハリーはライオンが現れる前に贋作とすり替えていた『積み藁・夜明け』を渡す。メディア経営者の正体は、シャバンダーとオークションで競ったゴウ・タカガワ（演：伊川東吾）だった。報酬金はスイスの銀行口座に振り込まれており、PJの航空券の格上げを決めたハリーは、ドナルド・トランプにピカソの贋作を売りつけようと、ネルソン少佐に次回の相談をするのだった。

## キャスト
※括弧内は日本語吹替
- ハリー・ディーン - コリン・ファース（森田順平）
- PJ・プズナウスキー - キャメロン・ディアス（渡辺美佐）
- ライオネル・シャバンダー - アラン・リックマン（土師孝也）
- ネルソン少佐 - トム・コートネイ（小島敏彦）
- マーティン・ザイデンベイバー - スタンリー・トゥッチ（清水明彦）
- メルルお婆ちゃん - クロリス・リーチマン
- タカガワ - 伊川東吾

## 製作
『泥棒貴族』のリメイクは数年間にわたって検討されていた。プロデューサーのマイク・ロベルは1966年のロンドン・プレミアでオリジナル版を鑑賞した。1997年、当時ユニバーサル・ピクチャーズで働いていたロベルはリメイクの企画を探しており、彼が『泥棒貴族』を提案したところユニバーサルは承認した。彼はアーロン・ソーキンにオリジナル脚本を送り、新脚本の執筆を依頼した。ソーキンはプロジェクトに乗り気であったが、『スポーツ・ナイト』と『ザ・ホワイトハウス』が成功して多忙となり実現しなかった。ソーキンに依頼できなくなった後、ロベルはイングランドのプロデューサーのアンディ・パターソン、映画監督のアナンド・タッカー、脚本家のフランク・コットレル・ボイスと会った。ボイスは物語を日本に移した脚本を書いた。コーエン兄弟が映画製作の合間にいくつかの脚本書き直しの仕事を探していると聞くとロベルは彼らに脚本を渡し、物語をアメリカ合衆国に移して「根本的な見直し」を行った。コーエン兄弟が参加している際、プロジェクトはディベロップメント・ヘルに陥った。当初アレクサンダー・ペインも取り組み、『ハイスクール白書 優等生ギャルに気をつけろ!』のリース・ウィザースプーンの再起用を望んだが、彼は自身が執筆していない脚本で働くのには消極的であった。
ウィザースプーンは、プロデューサーのロベルがマイク・ニコルズかロバート・アルトマンに監督させることができた場合のみ、プロジェクト残留を希望した。『ゴスフォード・パーク』を代表作に持つアルトマンはイングランドで映画を撮りたがっており、ウィザースプーンも加わった。しかしながら契約の直前、アルトマンはこの題材が自分には適していないと考え、手を引いた。またニコルズは関心を示さず、プロジェクトは停滞した。
その後ボー・ウェルチがプロジェクトに参加し、さらにコリン・ファース、ジェニファー・アニストン、ベン・キングズレーの出演が決まった。だがウェルチの2003年の映画『ハットしてキャット』が興行的に失敗すると、ユニバーサルは及び腰となり、プロジェクトは再び停滞した。スタジオ・システムの外でロベルはプロジェクトを動かすために別の出資者を募った。アルコン・エンターテインメントはジェラルド・バトラーを主演、リチャード・ラグラヴェネーズを監督とした。ラグラヴェネーズはコーエン兄弟がした多くの仕事を取り除くなどの脚本の洗い直しを望んだ。
脚本はハリウッドでは有名となっており、2009年にロベルはCAAのローグ・サザーランドから電話を受けた。サザーランドは東南アジアからの出資で立ち上がった新興の製作会社のクライム・センス・プロダクションズを知っており、彼らは大型のプロジェクトを探しており、『モネ・ゲーム』も作りたがっていた。2010年、ダグ・リーマンが監督を希望していると報じられた。ロベルは当初消極的だった マイケル・ホフマンに舵取りを依頼し、2011年5月にロンドンで撮影が開始された。
2011年2月にコリン・ファースがヘンリー、キャメロン・ディアスがPJを務めると報じられた。

## 評価
Rotten Tomatoesでは40件の批評家レビューで支持率は18%となっている。